# Jüdischer Friedhof Schriesheim

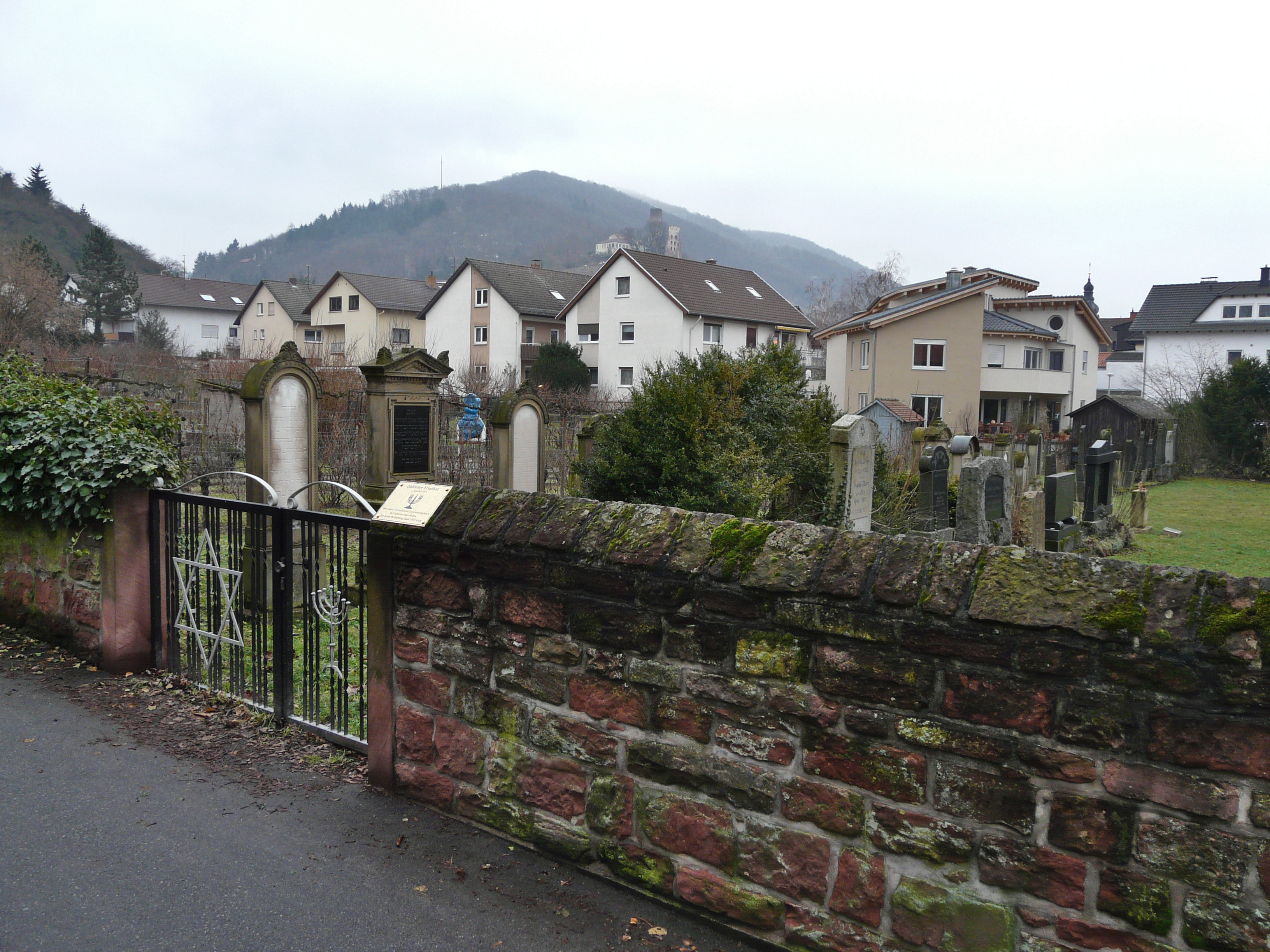
Eingang zum jüdischen Friedhof in Schriesheim

Der Jüdische Friedhof Schriesheim ist ein jüdischer Friedhof in Schriesheim, einer Stadt im Rhein-Neckar-Kreis im nördlichen Baden-Württemberg. Der Friedhof ist ein geschütztes Kulturdenkmal. 

## Geschichte
Die Toten der jüdischen Gemeinde Schriesheim wurden ab 1678 auf dem 15 Kilometer entfernten Verbandsfriedhof, dem jüdischen Friedhof Hemsbach, beigesetzt. Die Schriesheimer Gemeinde gehörte dem 1716 gegründeten Begräbnisverein (Chewra Kadischa) des Verbandsfriedhofs an. Von den erhaltenen Grabsteinen in Hemsbach sind 39 für Schriesheimer Juden. 1874 wurde ein eigener Friedhof in der Nähe des christlichen Friedhofs errichtet, wo auch die verstorbenen jüdischen Einwohner von Dossenheim bestattet wurden. Zu dieser Zeit bestand die jüdische Gemeinde Schriesheim aus etwa 110 Personen.
Heute sind noch 48 Grabsteine vorhanden, darunter zwei Gräber für Kinder. Die erste Beisetzung auf dem Friedhof fand 1874 statt: Rosa Oppenheimer, gestorben am 26. Juli 1874. Die letzte Beisetzung war: Rosa Fuld geborene Freudenberger, gestorben am 10. Juli 1935. 
Im März 1931 warfen ein Mitglied der Hitlerjugend und ein Angehöriger der SA zwei Grabsteine auf dem Friedhof um und beschädigten einen weiteren Grabstein. Das SA-Mitglied wurde zu 14 Tagen Gefängnis verurteilt. In der Zeit des Nationalsozialismus blieb der Friedhof nach dem Wegzug des letzten Schriesheimers jüdischen Glaubens im September 1939 ungenutzt und ungepflegt. Seit Mai 1942 war die Reichsvereinigung der Juden in Deutschland Eigentümerin des Grundstücks. Verhandlungen zwischen der Stadt Schriesheim und dem badischen Wirtschaftsministerium über den Kauf des Friedhofs scheiterten, da die Stadt den Kaufpreis für zu hoch hielt.
Nach der Befreiung wurde das Grundstück im Januar 1950 von der Jewish Restitution Successor Organization übernommen. Die Stadt Schriesheim führt in Abstimmung mit dem Oberrat der Israeliten Badens die Pflege- und Instandhaltungsarbeiten aus. Im Februar 2004 wurde auf dem Friedhof ein Gedenkstein enthüllt, der an neun aus Schriesheim stammende Juden erinnert, die im Oktober 1940 in der sogenannten Wagner-Bürckel-Aktion in das südfranzösische Lager Gurs deportiert worden waren.
Ein Gewann der Schriesheimer Gemarkung nahe der heutigen Autobahnauffahrt trägt den Namen „Judenkirchhof“; für die teilweise vermutete Existenz eines älteren jüdischen Friedhofs in Schriesheim existieren keine Belege.

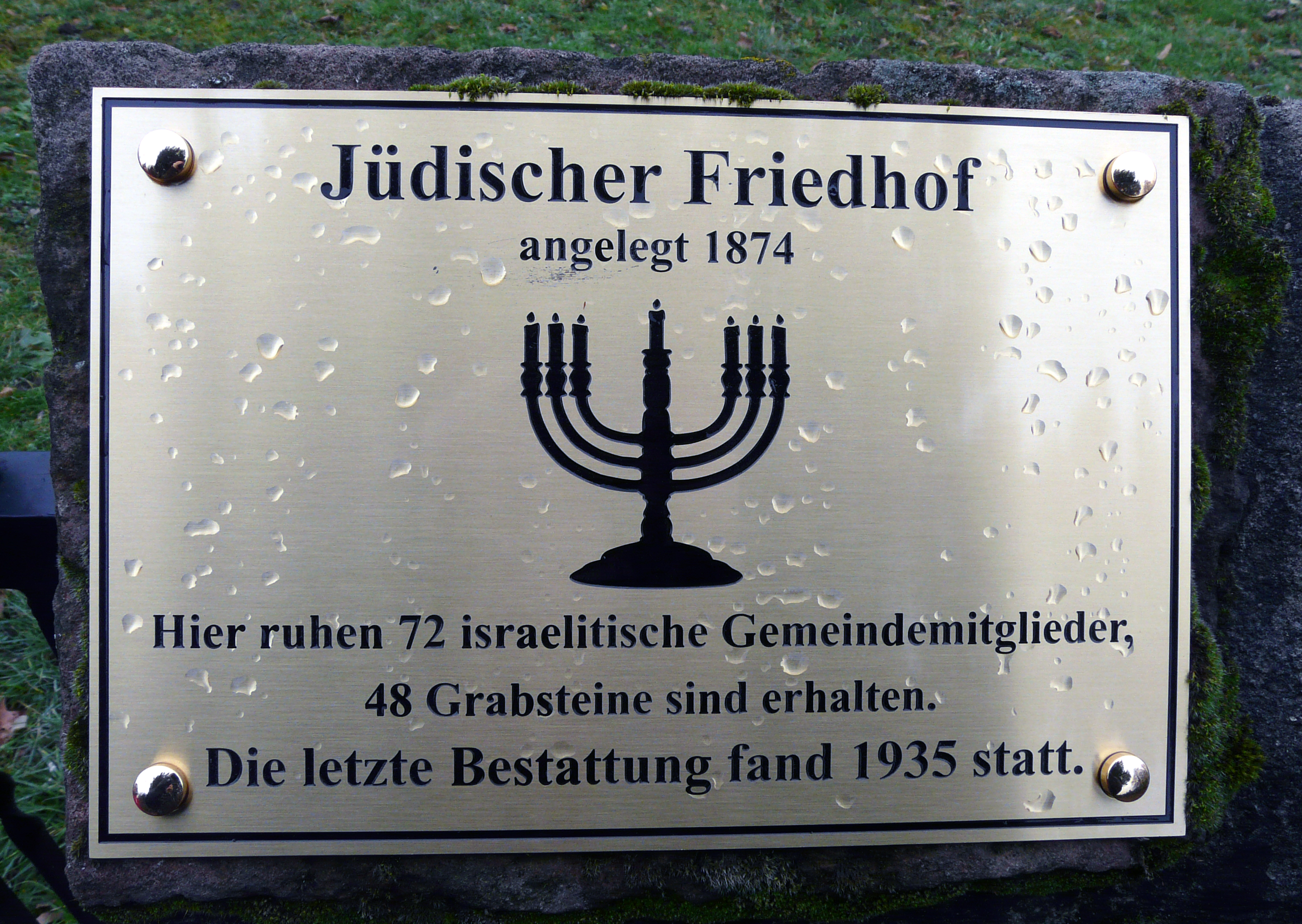
Plakette am Eingang